# Подгуже (Ленчицький повіт)
Подгуже (пол. Podgórze) — село в Польщі, у гміні Свіниці-Варцькі Ленчицького повіту Лодзинського воєводства.
Населення — 92 особи (2011).
У 1975-1998 роках село належало до Конінського воєводства.

## Демографія
Демографічна структура станом на 31 березня 2011 року:
|          | Загалом | Допрацездатний вік | Працездатний вік | Постпрацездатний вік |
| -------- | ------- | ------------------ | ---------------- | -------------------- |
| Чоловіки | 51      | 13                 | 32               | 6                    |
| Жінки    | 41      | 7                  | 21               | 13                   |
| Разом    | 92      | 20                 | 53               | 19                   |